# Sainte-Marie, Nièvre
Sainte-Marie là một xã của tỉnh Nièvre, thuộc vùng Bourgogne-Franche-Comté, miền trung nước Pháp.